# Nick Ervinck

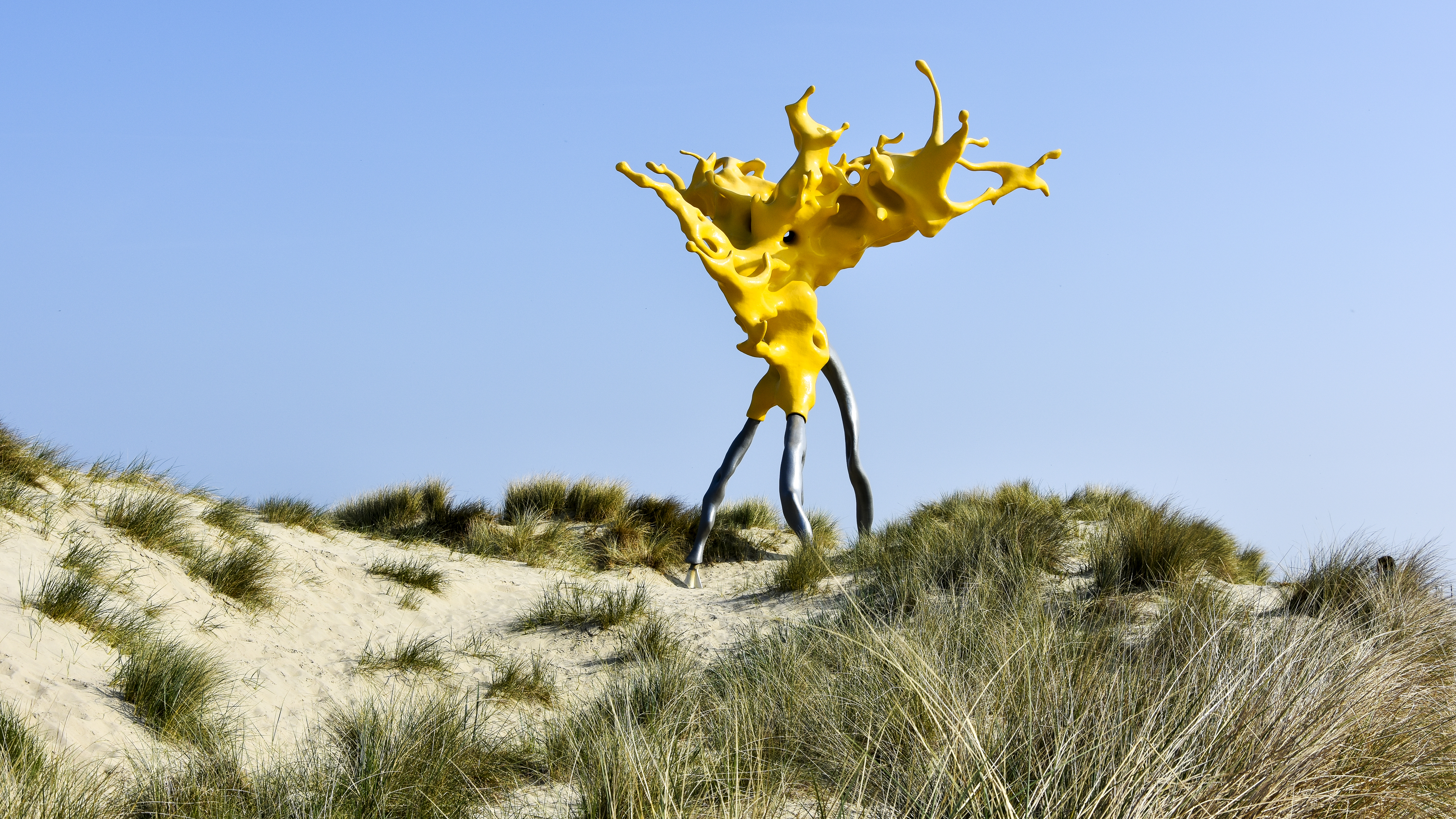
Olnetop van Nick Ervinck in Westende

Nick Ervinck (Roeselare, 1981) is een Belgisch beeldend kunstenaar van West-Vlaamse origine. Hij werkt veelal met polyester en gebruikt onder andere de 3D-print techniek.

## Biografie
Ervinck werd in 1981 geboren in Roeselare en groeide op in Kortemark.
Vanaf zijn vijftiende studeerde hij aan de Kunstacademie van Brugge en aan de Koninklijke Academie voor Schone Kunsten (KASK) in Gent. Hij ontwikkelde een eigen beeldtaal waarbij hij nieuwe media met de traditionele beeldhouwkunst combineerde. Na zijn afstuderen startte hij met een eigen team in zijn studio in Lichtervelde.

## Werk

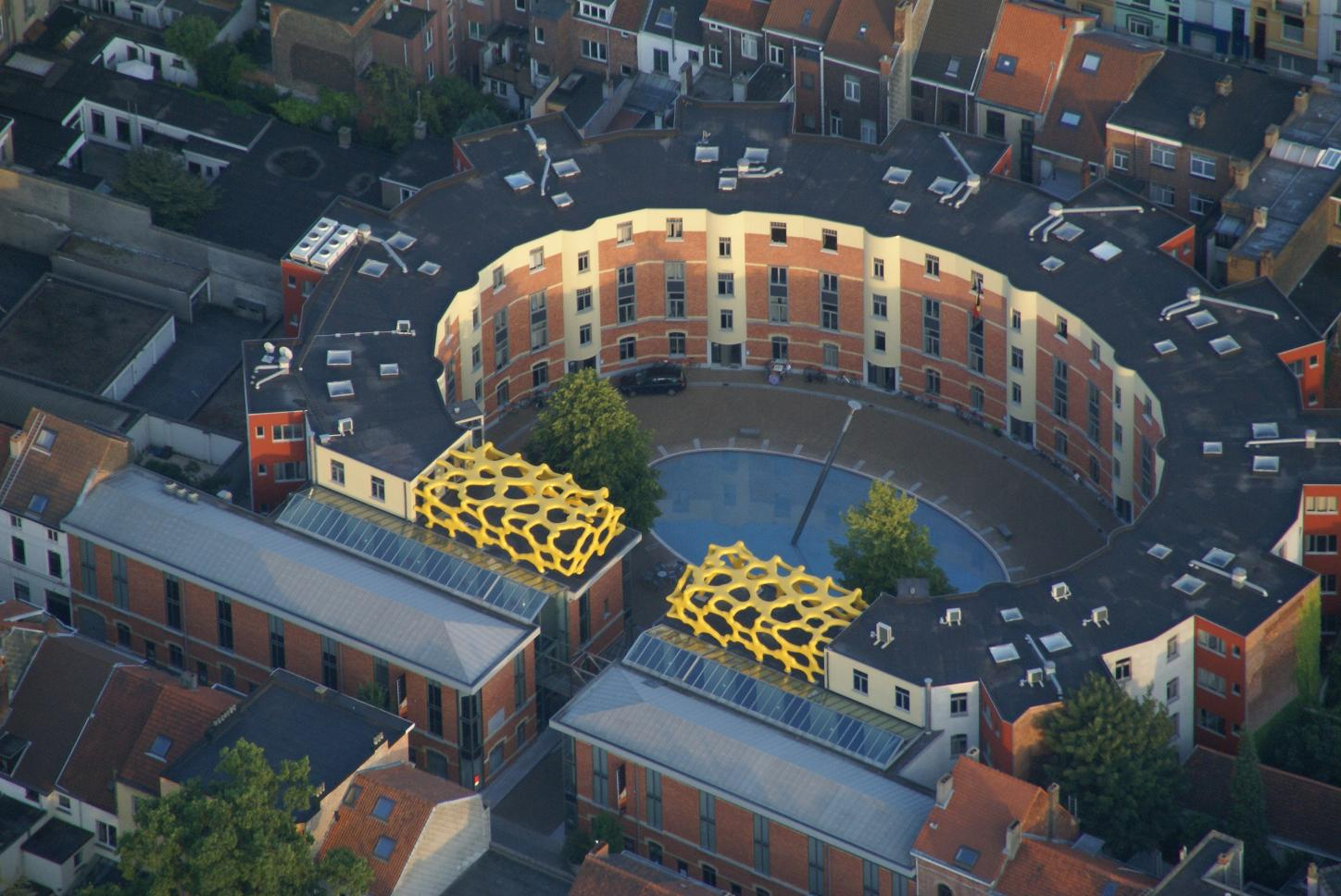
De Zebrastraat, Gent, in vogelvluchtperspectief met daksculptuur van Nick Ervinck

Ervinck creëert, naar eigen zeggen, een dialoog tussen ambacht en technologie en tussen het virtuele en het fysieke. Zijn vormen zijn geïnspireerd door het werk van Henry Moore (1898-1986), Barbara Hepworth (1903-1975) en Hans Arp (1886-1966). De futuristische blob-architectuur (een term van Greg Lynn) en de werken van Zaha Hadid inspireren hem eveneens. Ervinck gebruikt veelal de kleur geel in zijn werk, maar ook wel andere kleuren.
In 2008 bedacht hij in opdracht van de Stichting Liedts-Meessens twee terrassen voor die zijn site in de Gentse Zebrastraat. Het werd het werk WARSUBEC. Nadien volgden monumentale werken binnen publieke en private collecties, onder andere: NARZTALPOKS (Ons Erf, Brugge), LUIZADO (Gallo-Romeins Museum, Tongeren), IMAGROD (Milho, Oostende), CIRBUATS (Een grote gele "blob" in de vorm van een stoel in de Zebrastraat, Gent, waarin een bar is gevestigd), EGNOABER (Emmen). Voor het NK Wielrennen in Emmen in 2015 ontwierp Ervinck de trofee, getiteld ENNERNEISE.
In 2016 ontwierp hij de trofee voor de wielerkoers Gent-Wevelgem.
Ervinck onderzoekt naast zijn meer conventionele werk ook de artistieke mogelijkheden van de digitale revolutie. De grenzeloosheid van de virtuele ruimte wil hij tastbaar maken met de complexe vormen van 3D-prints die onmogelijk manueel te maken zijn (bijvoorbeeld AGRIEBORZ uit 2009). Ervinck laat 3D-prints, animatievideo’s, digitale en ‘gewone’ tekeningen interactie met elkaar hebben.

## Prijzen
Ervinck ontving vanaf 2000 diverse prijzen en nominaties:
- Stimulans, 2001.
- Provinciale prijs voor beeldende kunst van West-Vlaanderen, 2002 (genomineerd).
- Godecharleprijs voor beeldhouwkunst, 2005.
- Provinciale prijs voor beeldende kunst van West-Vlaanderen, 2006 (laureaat).
- Mediatineprijs van de stad Brussel, 2006.
- Cultuurprijs 2006-2007, gemeente Kortemark, 2007.
- Award van Nieuwe Media, Liedts-Meesen Foundation, 2008.
- Rodenbach Fonds Award, 2008 (laureaat).
- Gouden feniks, Cultuurprijs van het Houtland, 2011 (laureaat).
- CoD+A Award, - Merit winner in the category 'Liturgical' with IMAGROD, 2013.

## Tentoonstellingen

### Solotentoonstellingen (selectie)
In de tabel hieronder een selectie van soloexposities.
| jaar | titel                                                          |
| ---- | -------------------------------------------------------------- |
| 2016 | GNI-RI apr2016, Oude Kerk – Vichte, BE                         |
|      | GNI-RI mar2016, Musée Paul Valéry, Sète, FR                    |
| 2015 | GNI-RI nov2015, Persona Accountants – Roeselare, BE            |
|      | GNI-RI sep2015, CBK – Emmen, NL                                |
|      | GNI-RI jun2015, LOMAK – Tessenderlo, BE                        |
|      | GNI-RI may2015, Kapel Clarenhof – Hasselt, BE                  |
| 2014 | GNI-RI jun2014, De Mijlpaal – Knokke, BE                       |
|      | GNI-RI jun2014, Museum Dr. Guislain – Gent, BE                 |
|      | GNI-RI mar2014, NK Gallery – Antwerpen, BE                     |
|      | GNI-RI feb2014, De Mijlpaal – Heusden-Zolder, BE               |
|      | GNI-RI jan2014, Beelden aan Zee – Scheveningen, NL             |
| 2012 | GNI-RI sep2012, Gallo-Romeins Museum - Tongeren, BE            |
|      | GNI-RI jun2012, Highlight - San Francisco, USA                 |
|      | GNI-RI jun2012, Kasteel Beauvoorde - Beauvoorde, BE            |
|      | GNI-RI may2012, Ron Mandos - Amsterdam, NL                     |
| 2011 | GNI-RI mar2011, KULAK - Kortrijk, BE                           |
| 2010 | GNI-RI okt2010, Sequence #7, Koraalberg – Antwerpen, BE        |
|      | GNI-RI mar2010, Volta NY, with Koraalberg – New York, USA      |
| 2009 | GNI-RI sep2009, S.M.A.K. – Gent, BE                            |
|      | GNI-RI jan2009, Kunstverein – Ahlen, DE                        |
| 2008 | GNI-RI may2008, Koraalberg – Antwerpen, BE                     |
|      | GNI-RI apr2008, Odette, Venetiaanse Gaanderijen – Oostende, BE |
| 2007 | GNI-RI aug2007, Open Studio, Hermann & Wagner – Berlin, DE     |
|      | GNI-RI mar2007, Paparazzi – Den Haag, NL                       |
| 2006 | GNI-RI nov2006, Brakke Grond – Amsterdam, NL                   |

### Groepstentoonstellingen (selectie)
In de tabel hieronder een selectie van groepsexposities waar Ervinck aan deelgenomen heeft.
| jaar | titel                                                                              |
| ---- | ---------------------------------------------------------------------------------- |
| 2016 | 10 leading contemporary Flemish artists, Embassy of Belgium - Den Haag, NL         |
|      | Light @ Dark, NEXT DOOR - Living Tomorrow - Vilvoorde, BE                          |
| 2015 | Materia Prima, LABoral - Gijon, ES                                                 |
|      | Adobe MAX 2015, Los Angeles Convention Center - Los Angeles, USA                   |
|      | De 9de Maand, - Tongeren, BE                                                       |
|      | Elements of Art and Science, Ars Electronica - Linz, AT                            |
|      | Out of office, De Mijlpaal - Knokke, BE                                            |
|      | Making a difference, Bozar - Brussel, BE                                           |
|      | Vormidable, Beelden aan Zee - Den Haag, NL                                         |
|      | Sweet 18, Kasteel d'Ursel - Ursel, BE                                              |
|      | Beauty is the method, The American College - Athene, GR                            |
| 2014 | Green Light District, Budafabriek - Kortrijk, BE                                   |
|      | Update V, Zebrastraat - Gent, BE                                                   |
|      | ARCADIA, School of Architecture - Los Angeles, USA                                 |
|      | Collection I, Chamber - New York, USA                                              |
|      | Museum to scale, Kunsthalle Rotterdam - Rotterdam, NL                              |
|      | Het wonderkabinet, Het Pand - Gent, BE                                             |
|      | Art (F)Air, Museum Bernaerts - Antwerpen, BE                                       |
|      | Art Paris, Grand Palais - Paris, FR                                                |
|      | Museum to scale, The Baker Museum Naples - Florida, USA                            |
|      | Art London, Olympia Grand - London, UK                                             |
| 2013 | Museum to scale, Museum van Schone Kunsten – Brussel, BE                           |
|      | (Re)Soucre, 10th edition of ‘Beelden op de Berg’ – Wageningen, NL                  |
|      | 3D Print Show, Carrousel du Louvre – Paris, FR                                     |
|      | Art Brussel – Brussel, BE                                                          |
|      | Art Paris, Grand Palais – Paris, FR                                                |
|      | Kortrijk Vlaandert, Budafabriek – Kortrijk BE                                      |
| 2012 | Creativity World Biennale – Rio de Janeiro, BR                                     |
|      | Kanal – Roeselare, BE                                                              |
|      | artMRKT – San Francisco, USA                                                       |
|      | Beaufort 04 – Bredene, BE                                                          |
| 2011 | Vlaamse Meesters, Hermitage – Amsterdam, NL                                        |
|      | De Stad 3D, Museum Hilversum – Hilversum, NL                                       |
| 2010 | Creativity World Biennale – Oklahoma, USA                                          |
|      | Volta Basel, with Koraalberg – Basel, CH                                           |
|      | New Monuments, Middelheim – Antwerpen, BE                                          |
|      | Art Amsterdam, with Koraalberg – Amsterdam, NL                                     |
|      | Art Brussels, with Koraalberg – Brussel, BE                                        |
|      | Metamorphosis III, Musei Civici de San Gimignano – San Gimignano, IT               |
|      | Art Dubai, with Koraalberg – Brussel, BE                                           |
|      | Parallellepipeda, Museum M – Leuven, BE                                            |
| 2009 | Fantastic Illusions, BUDA – Kortrijk, BE                                           |
|      | Fantastic Illusions, MOCA – Shanghai, CN                                           |
|      | Art Brussels, with Koraalberg – Brussel, BE                                        |
|      | SuperStories, 2nd triennial of contemporary arts, fashion and design – Hasselt, BE |
|      | TAKE-OFF, Koraalberg – Antwerpen, BE                                               |
| 2008 | Update II, Award New Media Liedts-Meesen Foundation, Zebrastraat – Gent, BE        |
|      | Ad Absurdum, If the world were clear, there’d be no art, Marta – Herford, DE       |
|      | Art Brussels, with Koraalberg – Brussel, BE                                        |
| 2007 | Artist of the gallery, Koraalberg – Antwerpen, BE                                  |
|      | Nano Nu, Vlaams Parlement – Brussel, BE                                            |
|      | Year_07 Art Projects, with MAMA – London, UK                                       |
|      | All is well that begins well and has no end, 80 WSE Gallery – New York, USA        |

- Gemeinsame Normdatei: 102426632X
- International Standard Name Identifier: 0000 0003 8072 6268
- Library of Congress Control Number: n2014183730
- RKD-Nederlands Instituut voor Kunstgeschiedenis: 354331
- Système universitaire de documentation: 183104072
- Union List of Artist Names: 500642533
- Virtual International Authority File: 259494936
- WorldCat: E39PBJwHcMxK6G8VYQKP9tcgKd